# Kirkia wilmsii
Kirkia wilmsii és una espècie d'arbre de la família Kirkiaceae amb preferència pels sòls silicis i les zones rocoses. És un arbre no gaire gran amb el tronc llis de color gris, sovint ramificat des de la base. Té fulles de color verd pàl·lid que canvien de color des de vermellós a brillant escarlata a la tardor. Les flors, poc vistoses, apareixen a finals de l'hivern i a la primavera, i fructifica a l'estiu.
Creix a zones seques i arbustives de la sabana, i a la selva baixa seca. És endèmica de Mpumalanga i del Limpopo, dues petites àrees del sud-est d'Àfrica. Aquest arbre emmagatzema aigua en les seves arrels per sobreviure durant els períodes de sequera. Les flors són pol·linitzades per petits insectes i les llavors són dispersades pel vent.
Les fulles d'aquest arbre són utilitzats com a aliment per a les cabres. Aquest arbre és una font útil d'aigua per a les persones en períodes de sequera, obtenint aquesta de les arrels engrossides dels arbres, on s'emmagatzema l'aigua. La fibra obtinguda de l'escorça, brots i arrels joves és bastant forta i es pot utilitzar per a teixir.